# Fraser (Iowa)
Fraser és una població dels Estats Units a l'estat d'Iowa. Segons el cens del 2000 tenia 137 habitants.

## Demografia
Segons el cens del 2000, Fraser tenia 137 habitants, 49 habitatges, i 34 famílies. La densitat de població era de 63,7 habitants/km².
Dels 49 habitatges en un 42,9% hi vivien nens de menys de 18 anys, en un 65,3% hi vivien parelles casades, en un 6,1% dones solteres, i en un 28,6% no eren unitats familiars. En el 20,4% dels habitatges hi vivien persones soles el 2% de les quals corresponia a persones de 65 anys o més que vivien soles. El nombre mitjà de persones vivint en cada habitatge era de 2,8 i el nombre mitjà de persones que vivien en cada família era de 3,31.
Per edats la població es repartia de la següent manera: un 24,8% tenia menys de 18 anys, un 12,4% entre 18 i 24, un 29,9% entre 25 i 44, un 24,1% de 45 a 60 i un 8,8% 65 anys o més.
L'edat mediana era de 38 anys. Per cada 100 dones de 18 o més anys hi havia 110,2 homes.
La renda mediana per habitatge era de 40.313 $ i la renda mediana per família de 46.250 $. Els homes tenien una renda mediana de 30.000 $ mentre que les dones 20.536 $. La renda per capita de la població era de 14.454 $. Entorn del 2,8% de les famílies i el 5,1% de la població estaven per davall del llindar de pobresa.

## Poblacions més properes
El següent diagrama mostra les poblacions més properes.